# Облога Гомеля (1535)
Облога Гомеля — епізод стародубської війни 1534—1537 років: облога в липні 1535 року Гомеля, який перебував під контролем Московського царства, об'єднаним військом Великого князівства Литовського і Руського і Королівства Польського. Облога тривала три дні і завершилася тим, що гарнізон Гомеля здав місто польсько-литовським військам. Існує також версія, що гарнізон просто покинув місто, після чого його здали самі городяни.

## Передісторія
Взаємні претензії і конфлікти між Великим князівством Литовським і московитами були характерні ще для періоду правління царя Василя III. Після його смерті великий князь литовський і король польський Сигизмунд I зажадали від Москви повернути руські землі, втрачені в ході російсько-литовської війни 1512—1522 років. Отримавши відмову від Олени Глинської, він почав бойові дії. Напередодні війни на литовську сторону перейшли представники руської знаті з військ, що стояли на південному кордоні.
В ході бойових дій литовські війська взяли Радогощ, але зазнали поразки, спробувавши взяти Чернігів, Стародуб, Почеп і Смоленськ.
Московити відповіли численними рейдами вглиб території Великого князівства Литовського, сильно розоривши ряд земель і завдавши збитків литовській економіці. Для подальшого ведення бойових дій Сигізмунд I залучив польські війська.

## Хід облоги
В 1535 Сигізмунд відправив свої війська в новий наступ. 13 липня до міста Гомеля підійшли литовські війська на чолі з гетьманом великим литовським Юрієм Радзівіллом.14 липня польські війська на чолі з гетьманом великим коронним Яном Тарновським і каштеляном калішським Андрієм Гурка прибули до Гомеля, та привезли артилерію. Відомо, що у облозі брали війська під проводом київського воєводи Андрія Немировича. Далі вони почали обстрілювати місто. 14 липня їх гармати зруйнували більшу частину укріплень. На наступний день обстріл тривав цілий день. 16 липня російський гарнізон на чолі з князем Дмитром Щєпіним-Оболенським здав місто. Московитські війська литовсько-польська армія пропустила, але пограбувала. Відомо те, що частину з них взяли в полон. Місцева гомельська знать перейшла з містом під владу Великого князівства Литовського.
ЛНЦ висуває іншу версію, згідно з якою керував гомельським гарнізоном Д. Щєпін-Оболенський злякався численності армії противника і втік з міста разом з військовими, а городяни здали місто.
Московитський князь Дмитро Щєпін-Оболенський виявився «не хоробрий і боягузливий, бачивши люди багато і побоявся, з граду побіг, і діти боярські з ним же і пищальники».

## Наслідки
Прибувши до Москви, колишній керівник гомельського гарнізону князь Дмитро Щєпін-Оболенський був посаджений в темницю.
Розвиваючи успіх після взяття Гомеля, польсько-литовські війська взяли Стародуб після тривалої облоги, Почеп, Радогощ. Їм вдалося захопити Сіверщину, але незабаром російські війська повернули собі більшість цих територій, проте Гомель їм повернути не вдалося. За умовами московитсько-литовського перемир'я 1537 року Гомель залишився в складі Великого князівства Литовського.

## Цікаві факти
На той час Гомельський замок вважався частиною України. Принаймні Сигізмунд I після бойових дій на захист міщан так пише у своїй грамоті князю Василю Толочінському: «знати і пам'ятати необхідно, … іж той замок за великим накладом до рук нашим прішод, … іж той замок на Украйні, а до людей України вимагає ся ласкавий захватіті, і не годиться їм ні в чому обтяжень чинити».